# Колокольчик камнеломка
Колоко́льчик камнело́мка (лат. Campānula saxifrāga) — вид цветковых растений рода Колокольчик (Campanula) семейства Колокольчиковые (Campanulaceae).

## Ботаническое описание
Компактное травянистое растение высотой 3—5 см с слегка опушёнными, зубчатыми листьями.
Цветки колокольчатые, тёмного сине-фиолетового цвета.
Плод — коробочка.

## Распространение и местообитание
Эндемик Кавказа, встречается на территории Российской Федерации и Грузии. Обитает в каменистых местах на полном солнце, где почва не высыхает полностью.

## Охрана
Вид занесён в Красную книгу Ставропольского края.

## Синонимика
- Campanula bellidifolia subsp. saxifraga (M.Bieb.) Victorov
- Campanula saxifraga var. leptorrhiza Somm. & Lev.
- Campanula tridentata var. saxifraga (M.Bieb.) Trautv.
- Hemisphaera saxifraga (M.Bieb.) Kolak.[5]